# Remo nos Jogos Pan-Americanos de 1971
As competições de remo nos Jogos Pan-Americanos de 1971 foram realizadas em Cali, Colômbia. Esta foi a sexta edição do esporte nos Jogos Pan-Americanos, tendo sido disputado apenas entre homens.

## Medalhistas
| Evento                 | Ouro                    | Prata                 | Bronze                |
| ---------------------- | ----------------------- | --------------------- | --------------------- |
| Skiff simples detalhes | Alberto Demiddi (ARG) · | William Tytus (USA) · | Ramón Luperón (CUB) · |
| Skiff duplo detalhes   | BRA Brasil              | ARG Argentina         | USA Estados Unidos    |
| Dois sem detalhes      | ARG Argentina           | BRA Brasil            | USA Estados Unidos    |
| Dois com detalhes      | BRA Brasil              | CUB Cuba              | URU Uruguai           |
| Quatro sem detalhes    | BRA Brasil              | CUB Cuba              | ARG Argentina         |
| Quatro com detalhes    | ARG Argentina           | CUB Cuba              | USA Estados Unidos    |
| Oito com detalhes      | ARG Argentina           | USA Estados Unidos    | CAN Canadá            |

## Quadro de medalhas
| Ordem | País               | Medalha de ouro | Medalha de prata | Medalha de bronze |    |
| ----- | ------------------ | --------------- | ---------------- | ----------------- | -- |
| 1     | ARG Argentina      | 4               | 1                | 1                 | 6  |
| 2     | BRA Brasil         | 3               | 1                |                   | 4  |
| 3     | CUB Cuba           |                 | 3                | 1                 | 4  |
| 4     | USA Estados Unidos |                 | 2                | 3                 | 5  |
| 5     | CAN Canadá         |                 |                  | 1                 | 1  |
|       | URU Uruguai        |                 |                  | 1                 | 1  |
| TOTAL | TOTAL              | 7               | 7                | 7                 | 21 |

## Ligação externa
- Jogos Pan-Americanos de 1971